# جياكومو لا روزا
جياكومو لا روزا (بالإيطالية: Giacomo La Rosa)‏ (25 أغسطس 1946 في إيطاليا - ) هو لاعب كرة قدم إيطالي في مركز الهجوم. لعب مع نادي باليرمو ونادي بيسكارا ونادي روما ونادي ساليرنيتانا ونادي فاريسي ونادي كاتانزارو ونادي لاتسيو ونادي مسينا وBrindisi FC ‏ وGruppo Sportivo Calcio Banco di Roma ‏ وASD Civitavecchia 1920 ‏.

## وصلات خارجية
- جياكومو لا روزا على موقع قاعدة بيانات كرة القدم.إي يو (الإنجليزية)